# Ponte Eurico Gaspar Dutra
A Ponte Eurico Gaspar Dutra é uma ponte ferroviária que liga o distrito de Porto Esperança à sede do município de Corumbá, no estado de Mato Grosso do Sul, transpondo o Rio Paraguai. É tombada como patrimônio histórico pelo IPHAN.

## História
A ponte foi idealizada no início do século XX, como parte da Estrada de Ferro Noroeste do Brasil (NOB) que, em 1912, tinha seu ponto final em Porto Esperança e precisava chegar à outra margem do Rio Paraguai, para garantir a ligação com a cidade de Corumbá, e consequentemente com a Bolívia. Após sucessivas alterações de traçado, a antiga Ponte Barão do Rio Branco começou a ser construída em 1 de outubro de 1938 e só ficou pronta nove anos depois. A inauguração foi em 21 de setembro 1947, quando a ponte recebeu o nome do então presidente, recentemente empossado após o fim do Estado Novo, Eurico Gaspar Dutra. 
São 2 mil metros de comprimento, 112 metros de altura no vão central, até 10 metros de largura e 2,1 mil operários que, em quase 10 anos de trabalho, manipularam 25,1 mil metros cúbicos de concreto armado, com 2,6 toneladas de aço e cerca de 27 quilômetros de estacas variadas. Além do arco central, a superestrutura possui outros quatro com 90 metros de altura, um viaduto na margem esquerda, em Porto Esperança, com 971,5 metros de extensão, formado por 25 arcos menores. Na outra margem, um outro viaduto de 53,2 metros é formado por mais dois arcos com 26 metros de vão. Ao todo, são 46 pilares sendo que seis deles foram firmados no leito do Rio Paraguai, a uma profundidade de sete metros.